# Shin Bum-chul
Shin Bum-chul (27 de setembro de 1970) é um ex-futebolista profissional sul-coreano que atuava como goleiro.

## Carreira
Shin Bum-chul representou a Seleção Sul-Coreana de Futebol nas Olimpíadas de 1992.